# Врапци (община Соколац)
Врапци (на сръбски: Врапци) е село в Босна и Херцеговина, разположено в община Соколац, в ентитета на Република Сръбска. Намира се на 867 метра надморска височина. Населението му според преброяването през 2013 г. е 56 души, от тях: 53 (94,64 %) сърби, 3 (5,35 %) бошняци.

## Население
Численост на населението според преброяванията през годините:
- 1961 – 239 души
- 1971 – 208 души
- 1981 – 138 души
- 1991 – 98 души
- 2013 – 56 души